# Boys' Brigade
Les Boy's Brigade est une association de jeunesse britannique, fondée le 4 octobre 1883 à Glasgow par William Alexander Smith.
Depuis sa création, l'association a pour emblème une ancre surmontée d'une croix portant la devise du mouvement : Sure and Stedfast (sûr et résolu). À l'origine, les membres devaient porter un uniforme précis : chemise bleu marine, chapeau, ceinture, musette et fusils factices.
Le mouvement se donne à l'origine comme mission « L'avancement du royaume du Christ parmi les garçons et la promotion des habitudes du profond respect, de discipline, de respect de soi et tout cela tendant vers une véritable virilité chrétienne ». Le fondateur du mouvement participe largement à son développement international à partir de 1890.
Aujourd'hui, le Boy's Brigade compte environ 500 000 membres à travers le monde.